# Anatolij Il'in
Anatolij Michajlovič Il'in (in russo Анатолий Михайлович Ильин?; Mosca, 27 giugno 1931 – Mosca, 10 febbraio 2016) è stato un calciatore sovietico, dal 1991 russo, di ruolo attaccante.

## Carriera

### Club
Durante la sua carriera ha vestito solo la maglia dello Spartak Mosca, con cui conta 227 presenze e 83 reti.

### Nazionale
Conta 32 presenze e 16 reti con la Nazionale sovietica, con cui ha vinto la medaglia d'oro alle Olimpiadi del 1956, ed è stato il primo giocatore a segnare un gol nella storia del Campionato europeo di calcio

## Palmarès

### Club
- Vysšaja Liga: 5

Spartak Mosca: 1952, 1953, 1956, 1958, 1962
- Kubok SSSR: 2

Spartak Mosca: 1950, 1958

### Nazionale
- Oro olimpico: 1

Melbourne 1956

### Individuale
- Capocannoniere della Vysšaja Liga: 2

1954 (11 gol), 1958 (19 gol)